# 罗伯特·伯恩 (赛艇运动员)
罗伯特·伯恩（英語：Robert Bourne，1888年7月15日—1938年8月7日），英国政治人物、前赛艇运动员。他曾代表英国参加1912年夏季奥林匹克运动会赛艇比赛，获得男子八人单桨有舵手银牌。